# Polypyrenula
Polypyrenula är ett släkte av lavar. Polypyrenula ingår i familjen Requienellaceae, ordningen Pyrenulales, klassen Eurotiomycetes, divisionen sporsäcksvampar och riket svampar.
|              | Mauritiana                                  |
|              |                                             |
|              | Parapyrenis                                 |
|              |                                             |
|              | Pyrenographa                                |
|              |                                             |
|              | Lacrymospora                                |
|              |                                             |
|              | Granulopyrenis                              |
|              |                                             |
|              | Acrocordiella                               |
|              |                                             |
| Polypyrenula | \| \| Polypyrenula sexlocularis \| \| \| \| |
|              | \| \| Polypyrenula sexlocularis \| \| \| \| |
|              | Requienella                                 |
|              |                                             |
|              | Polypyrenula sexlocularis                   |
|              |                                             |

|  | Polypyrenula sexlocularis |
|  |                           |